# Pavel Jehlička
Pavel Jehlička (25. října 1826 Benešov - 16. září 1883 Plzeň) byl český středoškolský profesor a školní inspektor. Psal zejména učebnice přírodopisu, básně a povídky pro mládež. Přispíval do Riegrova Slovníku naučného a pedagogických časopisů.

## Život
Narodil se v Benešově roku 1826. Studoval na staroměstském gymnáziu, přičemž navštěvoval i některé přednášky na filosofické fakultě (např. Jana Pravoslava Koubka). V letech 1847-48 studoval filosofii a učitelství, k nimž později přidal přírodovědu a počtářství.
Roku 1851 se stal suplujícím profesorem na gymnáziu v Jindřichově Hradci, pak v Hradci Králové a na středních školách v Chebu. Po absolvování zkoušek z fyziky a matematiky v obou zemských jazycích (česky i německy) byl pak v roce 1856 jmenován řádným učitelem na chebském gymnáziu. Mimo jiné zde pořádal školní sbírky a přispěl k založení botanické zahrady. Po osmi letech byl na vlastní žádost přeložen na staroměstské gymnázium, kde kdysi studoval, čímž se mu splnila dávná touha, vrátit se na tento prestižní ústav jako profesor.
V roce 1870 se stal členem zkušební komise pro školy měšťanské a obecné a získal místo jako okresní školní inspektor v Poděbradech. Dva roky poté byl přeložen do Příbrami a roku 1875 mu byly přiděleny školy na Plzeňsku a Přešticku.
Zemřel v Plzni 16. září 1883 ráno na mrtvici[nepřesný odkaz]. Pohřben byl na hřbitově u Všech Svatých v Plzni.

## Dílo
Psal především učebnice přírodopisu pro obecné (základní) a střední školy. Na stejné téma přispíval i do Riegrova Slovníku naučného a do časopisů. V menší míře psal také básně a povídky pro mládež.
Knižně vyšly:
- Nauka o nerostech (1863)
- Krátký přírodopis rostlin (1865)
- Obrázky z Čech a Moravy (1865)
- Svět v obrazích : orbis pictus (1865). Dostupné online.
- Vánoce ve Lhotě Zálabské (1866), povídka pro mládež
- V knihách byla jejich spása : obraz ze života českého lidu v 18. století (1868), povídka pro mládež
- Názorný přírodopis ptactva (1870). Dostupné online.
- Obrazy k názornému vyučování (1871). Dostupné online.
- Obrazy krajin v ohledu zeměpisném, přírodopisném a národopisném (1871). Dostupné online.
- Názorný přírodopis živočichů studenokrevných (1872). Dostupné online.
- Ohlasy libické (1874), sbírka básní
- Obrazy rostlin jedovatých i pěstovaných (1874). Dostupné online.
- Názorný přírodopis nerostův (1875)
- Názorný přírodopis ssavců (1875). Dostupné online.
- Obrazy z krajin vzdálených (1875, 1878). Dostupné online.
- Rostlinopis v obrazích (1875). Dostupné online.
- Čtení o Jeho Veličenstvě našem Císaři Pánu Františku Josefu I. (1880)

Pro potřeby středních škol upravil Dra A. Pokorného názorný přírodopis všech tří říší (původní autor: Alois Pokorný).
Jeho básně vycházely především v časopise Škola a život, některé byly zařazeny do školních čítanek a zpěvníků.